# Хризостом Смирнски
Хризостом Смирнски (грч. Χρυσοστομος Σμυρνης, рођ. Хризостом Калафатис, 1867, Триглиа, 28. август 1922. Смирна (Измир), Турска) – епископ Цариградске патријаршије, митрополит смирнски, који је прихватио мученичку смрт у августу 1922. године. Канонизован је од стране Грчке православне цркве 4. новембра 1992. године.

## Биографија
Хризостом је рођен 1867. године у месту Триглиа, 12 км од града Муданије. Његови родитељи Николаос Калафатис и Калиопи Лемониду имали су 8 деце - 4 дечака и 4 девојчице. Отац је био добро образован и заступао је своје суграђане на турским судовима, а биран је за старешину. Мајка је била веома побожна жена. У младости Хризостом је изразио жељу да постане свештеник. Родитељи су га издржавали и, продавши део имања, послали га са 17 година да учи у Боголовској школи на острву Халки.
Тамо је упознао митрополита митиленског Константина (Валијадиса), који је, ценећи његову марљивост, преузео на себе трошкове студија. Хризостом је завршио школу са одличним успехом.
Митрополит Константин га је рукоположио за ђакона и, поставши га за архиђакона, примио у Митиленску, а потом у Ефеску цркву, где је премештен 1896. године.
Дана 2. априла 1897. године митрополит ефески Константин изабран је за цариградског патријарха.

## Свештеник
Патријарх Константин је 18. маја исте године хиротонисао Хризостома за свештеника и одмах га поставио за великог протосинкела Константиновог трона.
Док је био на овој функцији, архимандрит Хризостом је истовремено био и председник Мешовите православно-англиканске комисије.
Архимандрит Хризостом је због својих дужности морао много да проповеда, захваљујући чему је постао необично речит проповедник. Монументалним се сматра његово „Слово о сахрани“ александријског патријарха и бившег патријарха цариградског Софронија IV, духовног ментора Константина V, као и „Слово распетоме“, изговорено на Велики петак 1901. године.
У јуну 1901. године на цариградски престо је ступио динамични Јоаким III, који је ценио заслуге архимандрита Хризостома, који је једногласно изабран за митрополита града Драме (област Источне Македоније и Тракије). На дан свог избора, обраћајући се патријарху, Хризостом је рекао речи које су постале пророчке: „Свим срцем и свим својим умом служићу Цркви и народу, и митри, коју су свете руке твоје положиле на моју главу, ако је суђено да изгуби сјај свог камења, постаће трнов венац мученичког архијереја“.

## Митрополит драмски
Патријарх Јоаким III је 23. маја 1902. године предводио своје епископско хиротонисање, а 22. јула на његов трон је изабран митрополит Хризостом.
Ово је био период борбе за Македонију и митрополит Хризостом, бранећи грчке националне интересе, супротставио се Бугарском егзархату. Упркос тешким временима, током боравка у Драми, изградио је нову зграду за митрополију, школе за дечаке и девојчице, болницу, фискултурну салу, сиротишта, прихватилишта за старе. Подржали су га градске старешине Константинос Довелас, Димостенис Хаџикиријакос, Петрос Константинидис, Атанасиос Петос, Меркуриос Константинидис, Василиос Григоријадис, Димитриос Константину, Атанасиос Вајанас, Димитриос Антопулос, Влахос Анагностопулос.
Међутим, због његових активности током борби за Македонију, турске власти су тражиле његов опозив 1907. године. Али после проглашења устава 1908. године, Хризостом се вратио у Драму. Годину дана касније, турске власти су поново захтевале његов опозив као нарушиоца јавног реда и мира.
У грчкој и страној историографији борбе за Македонију, име Хризостома помиње се уз друге активне јерархе, као што су Герман (Каравангелис), Григорије Кидоније, Партеније из Доире, Антим Флорински, Александар Солунски и свештеник команданта партизанског одреда Пасхалис Тсиангас.

## Митрополит смирнски
Године 1910. изабран је за митрополита смирнског и остао на трону током свих година Балканских ратова (1912-1913). Избијањем Првог светског рата патријаршија је била принуђена да званично прогласи да је православље под прогоном и да у знак протеста затвори све цркве. Гледајући на првобитно неутралну Грчку, Турци су деловали против грчког становништва не тако отворено као против јерменског: током ратних година, од 2,5 милиона грчких становника царства, 1,5 милиона је било подвргнуто репресији, од којих је половина умрла.
Хризостом се вратио својим дужностима поразом Османског царства 1918. године.
2. (15.) маја 1919. грчке трупе су се искрцале у Смирну са почетним мандатом Антанте да заведу ред. Грчки мировни споразум из 1920. обезбедио је привремену контролу над регионом за Грчку, са могућношћу да пет година касније одлучи о судбини региона на народном референдуму.
Изводећи војне операције против кемалистичког покрета и постепено губећи подршку својих савезника, грчка војска се борила скоро до Анкаре, али се, не могавши да сломи отпор Турака, повукла назад. До августа 1922. фронт је сломљен и грчке трупе су напустиле Смирну. Улазак Турака у Смирну био је праћен паљењем града и покољем хришћанског становништва. Амерички конзул у Смирни, касније писац, Џорџ Хортон примио је Хризостома и јерменског митрополита у његовој пратњи, неколико сати пре његове смрти. „Сенка смрти је лежала на његовом лицу“. Јерарси нису говорили о опасности која се надвила над њима само су били заинтересовани – ако је могуће – да учине нешто да спасу становнике Смирне.
Хризостом је одбио да напусти град, како му је саветовао католички митрополит, и одбио је азил који му је понуђен у француском конзулату, рекавши: „Ја сам пастир, и моје је место са мојим стадом“. Као и његов претходник 156. године Поликарп Смирнски, митрополит Хризостом је изабрао да постане мученик. Хризостом је отишао у пратњи турских војника у канцеларију градоначелника, где га је командант кемалистичких снага Нуреддин-паша предао да га руља растргне 28. августа (10. септембра) 1922. године.
Према речима француских војника (по стриктном наређењу свог команданта да се не мешају) који су били сведоци линча: „Гомила је зграбила митрополита Хризостома и вукла га улицом... мало даље, испред једног италијанског берберина по имену Исмаил... зауставили су се и митрополита су стрпали у белу берберинску одору. Почели су да га туку песницама и моткама и да му пљују у лице. Буквално су га изболи ножевима, чупали му браду, ископали очи и одсекли нос и уши”.
Тада је митрополит Хризостом извучен, на улицу у области Ики Чешмели, где је убрзо и умро. Фахретин Алтај, који је командовао првим турским коњаницима да уђу у Смирну, тврдио је да је Мустафа Кемал узнемирен убиством митрополита и рекао да то није требало да се деси.
После Хризостомове смрти, Смирнски трон је остао упражњен све до септембра 2016. године, када је за њу изабран Вартоломеј (Самарас).

## Канонизација
Хризостом је канонизован 4. новембра 1992. одлуком Светог синода Грчке православне цркве, који га је прогласио за светитеља и мученика нације (грч. Εθνομαρτυρας). Спомен „Светог Хризостома Смирнског и са њим светих епископа Григорија Кидонског, Амвросија Москоније, Прокопија Иконије, Јевтимија Зилосног, као и свештеника и мирјана страдалих у Малоазијској катастрофи“ празнује се сваке недеље пред Воздвижење Часног крста.